# Wesley Quinn
Wesley Adam Quinn (Greenville, Carolina del Sur, 16 de enero de 1990) es un cantante y bailarín, integrante de la banda americana V Factory

## Comienzos
Quinn se crio en Carolina del Sur junto con sus padres, Allan y Cindy Quinn, y su hermana Staci. A los 6 años asistió a un recital de baile de su hermana, y desde allí comenzó a tomar clases de danza. Wesley se embarcó en más de 11 años de clases intensas de baile ("Soy del sur, por lo que también hice 7 años de obstrucción" Dijo Quinn), seguido por clases de canto. Ama entretener a la gente, y por lo menos que se lleven un buen recuerdo.

## Carrera
Fue bailarín de Ashley Tisdale junto a otro de los integrantes de la banda V Factory, Jared Murillo durante la gira de la cantante en los Estados Unidos para promocionar su primer CD, "Headstrong". La gira fue llamada "Headstrong Tour Across America"
Pero en el 2008, Murillo y Quinn se unieron a la banda V Factory, como cantantes y bailarínes, por lo que tuvieron que abandonar su lugar con Ashley Tisdale. Wesley es el menor de la banda, y al mismo tiempo tiene un muy buen sentido del humor. 
Su ídolo es Michael Jackson, por eso en el 2009 bailó en el tributo que se le hizo en los Video Music Awards (VMA) de MTV.